# Toninho (football, 1977)
Pour les articles homonymes, voir Toninho.
Antonio Bezerra Brandão, plus communément appelé Toninho est un footballeur brésilien né le 21 décembre 1977. Il évolue au poste de défenseur.